# Estrées-Mons
Estrées-Mons è un comune francese di 588 abitanti situato nel dipartimento della Somme nella regione dell'Alta Francia.

## Società

### Evoluzione demografica
Abitanti censiti